# Exmilitary
Exmilitary – debiutancki mixtape amerykańskiego zespołu hip-hopowego Death Grips. Mixtape został wydany za darmo poprzez oficjalną stronę Death Grips thirdworlds.net 25 kwietnia 2011 roku. Do utworów, m.in: "Known for it", "Guillotine", "Lord of the Game", "Spread Eagle Cross the Block", "Takyon (Death Yon)" i "Beware" zostały wydane teledyski. Ze względu na brak praw autorskich zespołu do sampli użytych na mixtap'ie, został on później usunięty z serwisów streamingowych i wydany wyłącznie na stronie internetowej zespołu, w formach winylowych, CD i kasetowych. Jednakże singiel "Guillotine" jest nadal dostępy na serwisach streamingowych.

## Okładka
Okładka mixtape'u to zdjęcie znane jako „Bearded Man of Oenpelli”, zrobione w 1968 roku przez fotografa Douglassa Baglina do albumu fotograficznego, który zawierał zdjęcia rdzennych mieszkańców Australii. To zdjęcie jeden z członków Death Grips nosił w portfelu przez około 10 lat.

## Lista utworów
| Nr  | Tytuł utworu                                 | Długość |
| --- | -------------------------------------------- | ------- |
| 1.  | „Beware”                                     | 5:53    |
| 2.  | „Guillotine”                                 | 3:43    |
| 3.  | „Spread Eagle Cross the Block”               | 3:52    |
| 4.  | „Lord of the Game” (gościnnie: Mexican Girl) | 3:30    |
| 5.  | „Takyon (Death Yon)”                         | 2:48    |
| 6.  | „Cut Throat (Instrumental)”                  | 1:12    |
| 7.  | „Klink”                                      | 3:22    |
| 8.  | „Culture Shock”                              | 4:21    |
| 9.  | „5D”                                         | 0:43    |
| 10. | „Thru the Walls”                             | 3:56    |
| 11. | „Known for it”                               | 4:13    |
| 12. | „I Want It I Need It (Death Heated)”         | 6:11    |
| 13. | „Blood Creepin”                              | 4:50    |
|     |                                              | 48:34   |